# Teatro Comunale Ciro Pinsuti
Il Teatro Comunale Ciro Pinsuti è un teatro di Sinalunga.

## Storia
La vicenda del teatro riporta indietro nei secoli e, come per altri centri toscani, è strettamente legata a quel proliferare di accademie letterarie che caratterizzò la regione fra il Seicento e Settecento non solo nei suoi centri principali, ma anche in molte cittadine del suo territorio. Anche in questo comune della Valdichiana già dall'inizio del Seicento esisteva uno spazio destinato allo spettacolo ed era stato ricavato nella sede occupata alla fine del Cinquecento dalla Compagnia laicale della Santa Croce. Questi locali corrispondevano allo spazio occupato poi dalla platea e dal palcoscenico dell'attuale teatro.
Tuttavia l'ulteriore sistemazione a spazio teatrale di questa sala è collegata all'Accademia degli Smantellati. Questa accademia di cittadini era sorta nel 1673 con la denominazione di Accademia dei Concordi e nel 1705 aveva assunto la nuova denominazione in ricordo della distruzione delle mura della cittadina effettuata dai senesi nel 1312. Questa accademia letteraria, che aveva precisato la sua attività in campo teatrale, decise nel 1772 di acquistare e restaurare il vecchio spazio teatrale cittadino. Del progetto di risistemazione venne incaricato l'architetto Leonardo de Vegni, colto e raffinato intellettuale di stampo illuminista e apprezzato progettista del Teatro degli Astrusi a Montalcino. Il progetto del De Vegni, di grande respiro civile, presentava infatti un elegante portico dorico con un grande corpo centrale e due ali laterali destinati oltre che a teatro anche a mercato, attività commerciali e artigianali, a magazzini agricoli e a centro ricreativo. Il grandioso progetto venne però giudicato sproporzionato rispetto alle dimensioni e ai mezzi della cittadina della Valdichiana.
Così le idee del De Vegni nel 1796 vennero riprese e rielaborate dall'accademico Gian Paolo Terrosi e fu formulato il progetto definitivo del nuovo teatro che venne inaugurato nel 1807.
Il nuovo teatro presentava una pianta a ferro di cavallo con 36 palchi distribuiti su tre ordini e riprendeva del progetto del De Vegni, oltre che l'impostazione planimetrica, la soluzione, al piano della platea, del deambulatorio di colonne ioniche, il dimensionamento dei palchetti intervallati da pilastrini, e la conclusione dell'ultimo ordine ad archi con lunette. Ricca anche la decorazione interna incentrata su temi mitologici quali La caduta di Fetonte e La danza delle ore (soffitto), Achille (sipario), trofei in bassorilievo e storie di Ettore (palchetti). Queste decorazioni vennero rifatte interamente e con altro gusto in occasione dei restauri resi necessari nel 1884 e diretti da Augusto Corbi che si avvalse di numerosi decoratori che con lui avevano già lavorato in altri teatri di area senese. La nuova decorazione del soffitto, in stile antico e consistente in nove medaglioni con le allegorie delle Muse, fu realizzata dal pittore Gaetano Brunacci.
Nel settembre del 1885 il teatro venne inaugurato con un cartellone di opere liriche fra le quali anche La Margherita del maestro Ciro Pinsuti di Sinalunga a cui il teatro venne intitolato. Sinalunga veniva dotata così di uno dei teatri più belli ed eleganti della Toscana meridionale, in grado di soddisfare le esigenze artistiche e culturali di un centro particolarmente vivace per la presenza oltre che dall'Accademia anche di numerose società musicali e filodrammatiche.
A conferma di questa vivacità l'Accademia degli Smantellati nei primi decenni del Novecento avviò altri importanti progetti di ampliamento del teatro con l'acquisizione di nuovi locali da destinare a caffetteria con cucina e a sala da ballo.
Dopo il passaggio del teatro all'Opera Nazionale Dopolavoro (1931) l'attività teatrale, già rallentata sensibilmente in coincidenza del primo conflitto mondiale, venne soppiantata da quella cinematografica.
Dichiarato inagibile nel 1984 il recupero del teatro al suo ruolo di centro della vita culturale di Sinalunga e dell'area della Valdichiana si è concretizzato solo nel 2002 dopo l'acquisizione della struttura da parte dell'Amministrazione Comunale e l'attuazione di un consistente intervento di recupero su progetto dell'architetto Vieri Franco Boccia di Firenze.